# Coppa Svizzera 1969-1970
La Coppa Svizzera 1969-1970 è stata la 45ª edizione della manifestazione calcistica. È iniziata il 6 luglio 1969 e si è conclusa il 15 maggio 1970. Questa edizione della coppa vide la vittoria finale dello Zurigo.
Questa edizione della coppa di svizzera è stata speciale, rivista e corretta. Sotto richiesta del Club del Servette si è introdotto a titolo sperimentale il sistema di partite andata e ritorno nei Quarti di finale e Semifinali pensando di sopperire all'ingiustizia delle eliminazioni per mezzo della "monetina".

## Squadre partecipanti
| Basilea           |
| Bellinzona        |
| Bienne            |
| Friburgo          |
| Grasshoppers      |
| La Chaux-de-Fonds |
| Losanna           |
| Lugano            |
| San Gallo         |
| Servette          |
| Young Boys        |
| Wettingen         |
| Winterthur        |
| Zurigo            |

| Aarau           |
| Brühl           |
| Chiasso         |
| Étoile Carouge  |
| Grenchen        |
| Langenthal      |
| Lucerna         |
| Martigny        |
| Mendrisio       |
| Sion            |
| Thun            |
| Urania Ginevra  |
| Young Fellows   |
| Xamax Neuchâtel |

| Amriswil            |
| Baden               |
| Buochs              |
| Frauenfeld          |
| SCI Juventus Zurigo |
| Küsnacht            |
| Locarno             |
| Oerlikon/Polizei    |
| Red Star Zurigo     |
| Rorschach           |
| Uster               |
| Vaduz               |
| SC Zugo             |

| Breite Basilea    |
| Breitenbach       |
| Burgdorf          |
| Concordia Basilea |
| Delémont          |
| Dürrenast         |
| Emmenbrücke       |
| Moutier           |
| Nordstern         |
| Porrentruy        |
| Soletta           |
| Sursee            |
| Zofingen          |

| ASI Audax-Friul Neuchâtel |
| Berna                     |
| Chênois                   |
| US Campagnes              |
| Le Locle-Sports           |
| Malley                    |
| Meyrin                    |
| Minerva Berna             |
| MontheyMoutier            |
| Raron                     |
| Stade Nyonnais            |
| Vevey                     |
| Yverdon                   |

### 1º Turno Eliminatorio
| Squadra 1         | Risultato     | Squadra 2            |
| ----------------- | ------------- | -------------------- |
| 6 luglio 1969     |               |                      |
| Aarberg           | 0 - 6         | Burgdorf             |
| Alle              | 2 - 2(d.t.s.) | Breitenbach          |
| Amriswil          | 2 - 0         | Rebstein             |
| Blue Stars Zurigo | 2 - 3         | Brugg                |
| Buochs            | 3 - 1         | Luzerner SC          |
| Colombier         | 0 - 6         | Cantonal Neuchâtel   |
| Concordia Basilea | 1 - 0         | Breite Basilea       |
| Crissier          | 7 - 1         | Gingins              |
| Deitingen         | 5 - 0         | Wohlen               |
| Emmenbrücke       | 3 - 1(d.t.s.) | Rapid Lugano         |
| Engstringen       | 2 - 1         | Fislisbach           |
| Frauenfeld        | 10 - 0        | Post Zürich          |
| Frenkendorf       | 1 - 1(d.t.s.) | Laufen               |
| Hergiswil         | 2 - 1         | Brunnen              |
| Köniz             | 1 - 3         | Minerva Berna        |
| Lancy             | 7 - 2         | US Campagnes         |
| Lengnau           | 3 - 0         | Fulgor Grenchen      |
| Locarno           | 3 - 1         | Giubiasco            |
| Lyss              | 1 - 3         | Berna                |
| Madretsch         | 0 - 3         | Le Locle-Sports      |
| Martigny          | ? - ?         | Bulle                |
| Mett              | 0 - 2         | Yverdon              |
| Meyrin            | 1 - 1(d.t.s.) | Chênois              |
| Montreux-Sports   | 3 - 1         | Monthey              |
| Moutier           | 2 - 5         | Porrentruy           |
| Neuhausen         | 1 - 3(d.t.s.) | Uster                |
| Nordstern         | 1 - 2         | Pratteln             |
| Oerlikon          | 2 - 0         | Ballspielclub Zurigo |
| Orbe              | 2 - 5         | Vevey                |
| Rapperswil-Jona   | 5 - 2(d.t.s.) | Dübendorf            |
| Red Star Zurigo   | 1 - 2         | Küsnacht             |
| Reinach           | 5 - 1         | Old Boys Basilea     |
| Schöftland        | 2 - 0         | Olten                |
| Stade Lausanne    | 2 - 1         | Assens               |
| Stade Nyonnais    | 4 - 1         | Neyruz               |
| Trimbach          | 5 - 1         | Klus/Balsthal        |
| Turgi             | 4 - 2         | Oerlikon/Polizei     |
| Turicum           | 2 - 4         | Sciaffusa            |
| Uznach            | 1 - 4         | SC Zugo              |
| Uzwil             | 3 - 4         | Arbon                |
| Vaduz             | 3 - 1         | Montlingen           |
| Victoria Berna    | 2 - 1         | Dürrenast            |
| Wiedikon          | 3 - 1         | Wallisellen          |
| Zofingen          | 2 - 3         | Langenthal           |

### 2º Turno Eliminatorio
| Squadra 1       | Risultato     | Squadra 2          |
| --------------- | ------------- | ------------------ |
| 3 agosto 1969   |               |                    |
| Amriswil        | 0 - 1         | Vaduz              |
| Berna           | 1 - 3(d.t.s.) | Burgdorf           |
| Buochs          | 1 - 0         | Emmenbrücke        |
| Breitenbach     | 1 - 4         | Concordia Basilea  |
| Brugg           | 1 - 0(d.t.s.) | Rapperswil-Jona    |
| Bulle           | 1 - 3(d.t.s.) | Le Locle-Sports    |
| Crissier        | 3 - 5         | Stade Lausanne     |
| Deitingen       | 1 - 0         | Pratteln           |
| Engstringen     | 0 - 6         | Uster              |
| Frenkendorf     | 1 - 0         | Reinach            |
| Küsnacht        | 1 - 0(d.t.s.) | Frauenfeld         |
| Langenthal      | 0 - 2         | Lengnau            |
| Montreux-Sports | 4 - 1         | Lancy              |
| Oerlikon        | 2 - 3(d.t.s.) | Hergiswil          |
| Schöftland      | 1 - 0         | Cantonal Neuchâtel |
| Trimbach        | 0 - 1         | Minerva Berna      |
| Turgi           | 5 - 2         | Sciaffusa          |
| Victoria Berna  | 2 - 0         | Porrentruy         |
| Vevey           | 4 - 1         | Stade Nyonnais     |
| Wiedikon        | 0 - 2         | Arbon              |
| Yverdon         | 4 - 0         | Meyrin             |
| SC Zugo         | 3 - 1         | Locarno            |

### Trentaduesimi di Finale
| Squadra 1                | Risultato     | Squadra 2         |
| ------------------------ | ------------- | ----------------- |
| 17 agosto 1969           |               |                   |
| Aarau                    | 3 - 0         | Frenkendorf       |
| Arbon                    | 0 - 2         | Brühl             |
| Buochs                   | 1 - 0         | Chiasso           |
| Étoile Carouge           | 1 - 0         | Vevey             |
| Grenchen                 | 6 - 0         | Deitingen         |
| Hergiswil                | 0 - 11        | Lucerna           |
| Küsnacht                 | 6 - 1         | Vaduz             |
| Le Locle-Sports          | 5 - 1         | Lengnau           |
| Mendrisio                | 2 - 1         | SC Zugo           |
| Montreux-Sports          | 0 - 2         | Urania Ginevra    |
| Stade Lausanne           | 1 - 10        | Sion              |
| Thun                     | 5 - 1         | Burgdorf          |
| Turgi                    | 3 - 1         | Schöftland        |
| Uster                    | 0 - 1         | Baden             |
| Victoria Berna           | 0 - 1         | Minerva Berna     |
| Young Fellows            | 10 - 1        | Rapperswil-Jona   |
| Xamax Neuchâtel          | 3 - 1         | Yverdon           |
| Concordia Basilea        | 0 - 0(d.t.s.) | Soletta           |
| 31 agosto 1969(Recupero) |               |                   |
| Soletta                  | 0 - 0(d.t.s.) | Concordia Basilea |

### Sedicesimi di Finale
| Squadra 1                   | Risultato     | Squadra 2       |
| --------------------------- | ------------- | --------------- |
| 14 settembre 1969           |               |                 |
| Aarau                       | 0 - 2         | Bellinzona      |
| Basilea                     | 10 - 0        | Minerva Berna   |
| Bienne                      | 5 - 0         | Thun            |
| Buochs                      | 2 - 0         | Turgi           |
| Friburgo                    | 2 - 0         | Le Locle-Sports |
| Grasshoppers                | 1 - 0(d.t.s.) | Brühl           |
| Küsnacht                    | 1 - 8         | Zurigo          |
| La Chaux-de-Fonds           | 3 - 5         | Xamax Neuchâtel |
| Losanna                     | 0 - 2         | Grenchen        |
| Lugano                      | 4 - 0         | Baden           |
| Mendrisio                   | 1 - 0         | San Gallo       |
| Servette                    | 7 - 0         | Soletta         |
| Sion                        | 3 - 1(d.t.s.) | Young Boys      |
| Urania Ginevra              | 3 - 1         | Étoile Carouge  |
| Young Fellows               | 0 - 1         | Wettingen       |
| Lucerna                     | 3 - 3(d.t.s.) | Winterthur      |
| 23 settembre 1969(Recupero) |               |                 |
| Winterthur                  | 4 - 2         | Lucerna         |

### Ottavi di Finale
| Squadra 1                 | Risultato     | Squadra 2      |
| ------------------------- | ------------- | -------------- |
| 12 ottobre 1969           |               |                |
| Basilea                   | 3 - 2         | Grenchen       |
| Bellinzona                | 0 - 3         | Lugano         |
| Bienne                    | 5 - 0         | Buochs         |
| Mendrisio                 | 2 - 0         | Urania Ginevra |
| Sion                      | 5 - 0         | Wettingen      |
| Xamax Neuchâtel           | 3 - 1         | Friburgo       |
| Zurigo                    | 5 - 1         | Grasshoppers   |
| Winterthur                | 1 - 1(d.t.s.) | Servette       |
| 22 ottobre 1969(Recupero) |               |                |
| Servette                  | 4 - 1         | Winterthur     |

### Quarti di Finale
| Squadra 1       | Totale | Squadra 2 | Andata         | Ritorno        |
| --------------- | ------ | --------- | -------------- | -------------- |
|                 |        |           | 19 novembre 69 | 23 novembre 69 |
| Bienne          | 2 - 5  | Lugano    | 0 - 5          | 2 - 0          |
| Sion            | 2 - 4  | Servette  | 2 - 0          | 0 - 4(d.t.s.)  |
| Xamax Neuchâtel | 2 - 7  | Basilea   | 0 - 2          | 2 - 5          |
| Zurigo          | 4 - 2  | Mendrisio | 1 - 1          | 3 - 1(d.t.s.)  |

### Semifinali
| Squadra 1 | Totale | Squadra 2 | Andata      | Ritorno     |
| --------- | ------ | --------- | ----------- | ----------- |
|           |        |           | 30 marzo 70 | 8 aprile 70 |
| Lugano    | 1 - 5  | Zurigo    | 0 - 2       | 1 - 3       |
| Servette  | 1 - 6  | Basilea   | 0 - 2       | 1 - 4       |

### Finale
| Arbitro: | Roland Marendaz (Losanna) |

|                                                                                                |            | |
| Quentin 72’ Kunzly 92’, 100’ Corti 112’                                                        | Marcatori  | 62’ Odermatt |
| Grob Munch Hasler Kyburz Leimgruber Kuhn Winiger Martinelli Kunzly Quentin Volkert (63' Corti) | Formazioni | Kunz Kiefer Michaud Ramseier Paolucci Sundermann (135' Demarmels) Balmer Odermatt Hauser Benthaus (120' Rahmen) Wenger |
| Gawliczek                                                                                      | Allenatori | Benthaus |